# Mura della Valletta
Le mura della Valletta (Is-Swar tal-Belt Valletta) sono una serie di mura e strutture fortificate che circondano La Valletta, capitale di Malta.

## Storia
La prima fortificazione oggi parte del complesso fortificato che circonda la capitale maltese fu forte Sant'Elmo, edificato nel 1552. A partire dal 1566, anno in cui il gran maestro Jean de la Valette fondò La Valletta, iniziarono a essere eretti i baluardi che oggi compongono la serie di edifici difensivi della capitale. La struttura più recente appartenente alle mura della Valletta è il Forte Lascaris, che venne edificato nel 1856. La maggior parte delle fortificazioni è ancora oggi intatta. Le mura della Valletta sono le ritenute le fortificazioni più importanti di Malta.